# Nylars Kirke

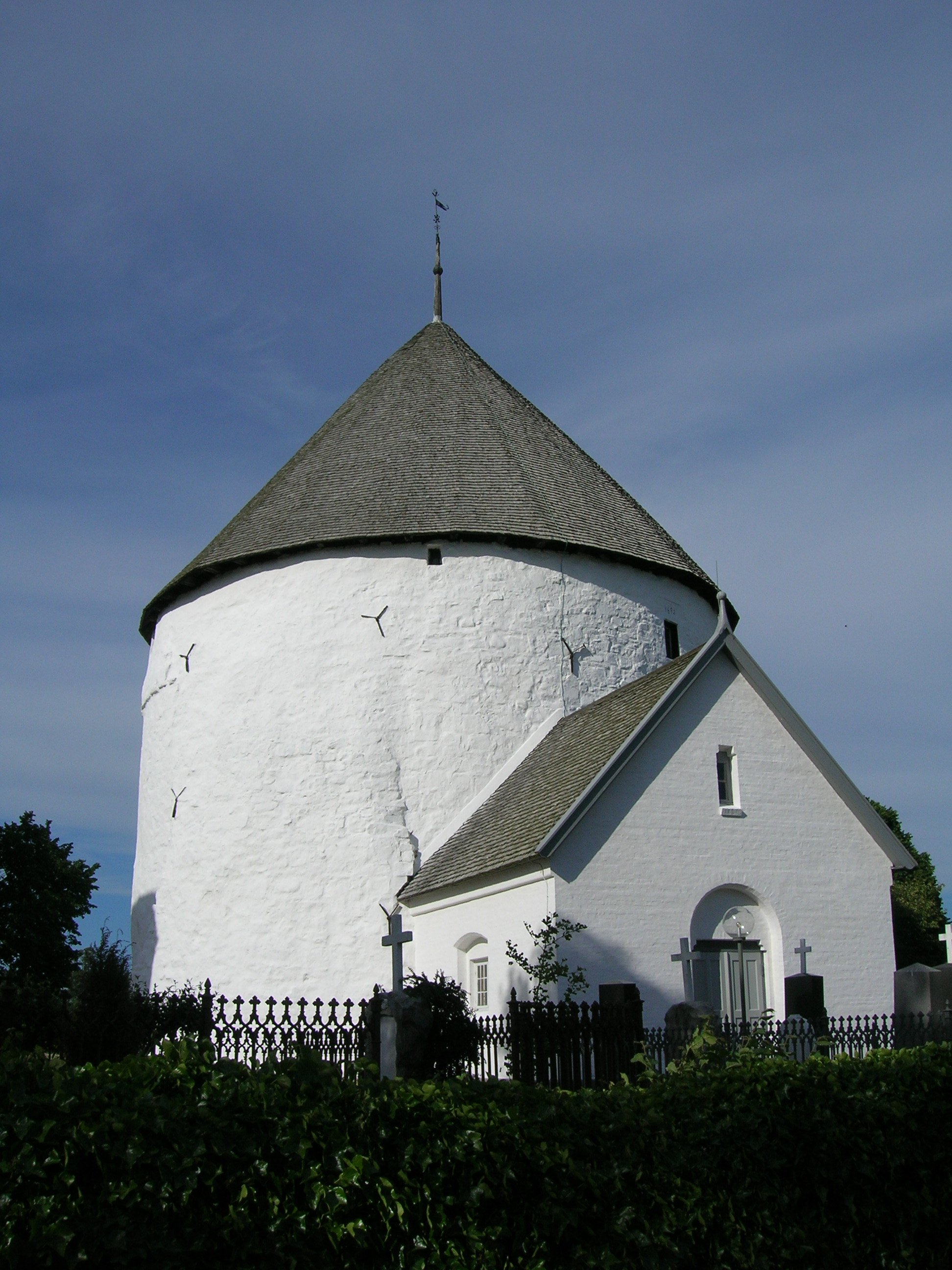
Nylars Kirke

Nylars Kirke eller Nylarsker Kirke är en rundkyrka i socknen Nylarsker Sogn i häradet Vester Herred på Bornholm. Den ligger på den sydliga delen av Bornholm, nära staden Rønne. Namnet Nylars är en folketymologisk omdaning av helgonnamnet Sankt Nikolaus, som kyrkan ursprungligen var uppkallad efter.

## Kyrkobyggnaden
Nylars Kirke blev som det verkar uppförd i mitten av 1100-talet och är byggd i kalksten. Kyrkan har absid (romansk stil) och har en för rundkyrkor typisk rund kyrksal (istället för långhus). Vapenhuset tillkom 1879.
Predikstolen är från 1882.